# Baranagar
Baranagar là một thành phố và khu đô thị của quận North Twentyfour Parganas thuộc bang Tây Bengal, Ấn Độ.

## Địa lý
Baranagar có vị trí 22°38′B 88°22′Đ / 22,64°B 88,37°Đ Nó có độ cao trung bình là 12 mét (39 foot).

## Nhân khẩu
Theo điều tra dân số năm 2001 của Ấn Độ, Baranagar có dân số 250.615 người. Phái nam chiếm 53% tổng số dân và phái nữ chiếm 47%. Baranagar có tỷ lệ 82% biết đọc biết viết, cao hơn tỷ lệ trung bình toàn quốc là 59,5%: tỷ lệ cho phái nam là 86%, và tỷ lệ cho phái nữ là 79%. Tại Baranagar, 8% dân số nhỏ hơn 6 tuổi.